# Mistrovství světa ve fotbale 1994 (soupisky)
Soupisky na Mistrovství světa ve fotbale 1994, které se hrálo v Spojených státech amerických:
| Zlato               | Stříbro           | Bronz              |
| ------------------- | ----------------- | ------------------ |
| Brazílie • Soupiska | Itálie • Soupiska | Švédsko • Soupiska |

## Skupina A

### Kolumbie
Hlavní trenér:  Francisco Maturana

| Jméno                      | Datum narození     | Datum úmrtí                       | Klub               |
| Brankáři                   | Brankáři           | Brankáři                          | Brankáři           |
| -------------------------- | ------------------ | --------------------------------- | ------------------ |
| Óscar Córdoba              | 3. února 1970      |                                   | América de Cali    |
| Faryd Mondragón            | 21. června 1971    |                                   | Argentinos Juniors |
| José María Pazo            | 4. dubna 1964      |                                   | Atlético Junior    |
| Obránci                    |                    |                                   |                    |
| Andrés Escobar Saldarriaga | 13. března 1967    | 2. července 1994 (ve věku 27 let) | Atlético Nacional  |
| Alexis Mendoza             | 8. listopadu 1961  |                                   | Atlético Junior    |
| Luis Herrera Fernando      | 12. června 1962    |                                   | Atlético Nacional  |
| Néstor Ortiz               | 20. září 1968      |                                   | Once Caldas        |
| Luis Carlos Perea          | 29. prosince 1963  |                                   | Atlético Junior    |
| Óscar Cortés               | 19. října 1968     |                                   | Millonarios FC     |
| Wilson Pérez               | 6. srpna 1967      |                                   | América de Cali    |
| Záložníci                  |                    |                                   |                    |
| Hernán Gaviria             | 27. listopadu 1969 | 24. října 2002 (ve věku 32 let)   | Atlético Nacional  |
| Gabriel Gómez              | 8. prosince 1959   |                                   | Atlético Nacional  |
| John Harold Lozano         | 30. března 1972    |                                   | América de Cali    |
| Carlos Valderrama –        | 2. září 1961       |                                   | Atlético Junior    |
| Leonel Álvarez             | 29. července 1965  |                                   | América de Cali    |
| Mauricio Serna             | 22. ledna 1968     |                                   | Atlético Nacional  |
| Freddy Rincón              | 14. srpna 1966     | 14. dubna 2022 (ve věku 55 let)   | Palmeiras          |
| Útočníci                   |                    |                                   |                    |
| Antony de Ávila            | 21. prosince 1962  |                                   | América de Cali    |
| Iván Valenciano            | 18. března 1972    |                                   | Atlético Junior    |
| Adolfo Valencia            | 6. února 1968      |                                   | FC Bayern Mnichov  |
| Víctor Aristizábal         | 9. prosince 1971   |                                   | Atlético Nacional  |
| Faustino Asprilla          | 10. listopadu 1969 |                                   | Parma FC           |

### Rumunsko
Hlavní trenér:  Anghel Iordănescu

| Jméno              | Datum narození    | Datum úmrtí | Klub                  |
| Brankáři           | Brankáři          | Brankáři    | Brankáři              |
| ------------------ | ----------------- | ----------- | --------------------- |
| Florin Prunea      | 8. srpna 1968     |             | FC Dinamo București   |
| Bogdan Stelea      | 5. prosince 1967  |             | FC Rapid București    |
| Ştefan Preda       | 18. června 1970   |             | FC Petrolul Ploiești  |
| Obránci            |                   |             |                       |
| Dan Petrescu       | 22. prosince 1967 |             | Janov CFC             |
| Daniel Prodan      | 23. března 1972   |             | FC Steaua București   |
| Miodrag Belodedici | 20. května 1964   |             | Valencia CF           |
| Gheorghe Popescu   | 9. října 1967     |             | PSV Eindhoven         |
| Tibor Selymes      | 14. května 1970   |             | Cercle Brugge KSV     |
| Gheorghe Mihali    | 9. prosince 1965  |             | FC Dinamo București   |
| Corneliu Papură    | 5. září 1973      |             | Universitatea Craiova |
| Záložníci          |                   |             |                       |
| Ioan Lupescu       | 9. prosince 1968  |             | Bayer 04 Leverkusen   |
| Dorinel Munteanu   | 25. června 1968   |             | Cercle Brugge KSV     |
| Iulian Chiriţă     | 2. února 1967     |             | FC Rapid București    |
| Gheorghe Hagi –    | 5. února 1965     |             | Brescia Calcio        |
| Basarab Panduru    | 11. července 1970 |             | FC Steaua București   |
| Constantin Gâlcă   | 8. března 1972    |             | FC Steaua București   |
| Ovidiu Stîngă      | 5. prosince 1972  |             | Universitatea Craiova |
| Útočníci           |                   |             |                       |
| Florin Răducioiu   | 17. března 1970   |             | AC Milán              |
| Ilie Dumitrescu    | 6. ledna 1969     |             | FC Steaua București   |
| Ion Vlădoiu        | 5. listopadu 1968 |             | FC Rapid București    |
| Viorel Moldovan    | 8. července 1972  |             | FC Dinamo București   |
| Marian Ivan        | 6. ledna 1969     |             | SR Brașov             |

### Švýcarsko
Hlavní trenér:  Roy Hodgson

| Jméno              | Datum narození    | Datum úmrtí | Klub                    |
| Brankáři           | Brankáři          | Brankáři    | Brankáři                |
| ------------------ | ----------------- | ----------- | ----------------------- |
| Marco Pascolo      | 9. května 1966    |             | Servette FC             |
| Stephan Lehmann    | 15. srpna 1963    |             | FC Sion                 |
| Martin Brunner     | 23. dubna 1963    |             | Grasshopper Club Zürich |
| Obránci            |                   |             |                         |
| Marc Hottiger      | 7. listopadu 1967 |             | FC Sion                 |
| Yvan Quentin       | 2. května 1970    |             | FC Sion                 |
| Alain Geiger –     | 5. listopadu 1960 |             | FC Sion                 |
| Christophe Ohrel   | 7. dubna 1968     |             | Servette FC             |
| André Egli         | 8. května 1958    |             | Servette FC             |
| Martin Rueda       | 9. ledna 1963     |             | FC Luzern               |
| Jürg Studer        | 8. září 1966      |             | FC Curych               |
| Záložníci          |                   |             |                         |
| Dominique Herr     | 25. října 1965    |             | FC Sion                 |
| Alain Sutter       | 22. ledna 1968    |             | 1. FC Norimberk         |
| Ciriaco Sforza     | 2. března 1970    |             | 1. FC Kaiserslautern    |
| Thomas Bickel      | 6. října 1963     |             | Grasshopper Club Zürich |
| Sébastien Fournier | 27. června 1971   |             | FC Sion                 |
| Patrick Sylvestre  | 1. září 1968      |             | Lausanne Sports         |
| Thomas Wyss        | 29. srpna 1966    |             | FC Aarau                |
| Útočníci           |                   |             |                         |
| Georges Brégy      | 17. ledna 1958    |             | BSC Young Boys          |
| Adrian Knup        | 2. července 1968  |             | VfB Stuttgart           |
| Stéphane Chapuisat | 28. června 1969   |             | Borussia Dortmund       |
| Nestor Subiat      | 23. dubna 1966    |             | FC Lugano               |
| Marco Grassi       | 8. srpna 1968     |             | Servette FC             |

### USA
Hlavní trenér:  Bora Milutinović

| Jméno            | Datum narození    | Datum úmrtí | Klub              |
| Brankáři         | Brankáři          | Brankáři    | Brankáři          |
| ---------------- | ----------------- | ----------- | ----------------- |
| Tony Meola –     | 21. února 1969    |             | USSF              |
| Juergen Sommer   | 27. února 1969    |             | Luton Town FC     |
| Brad Friedel     | 18. května 1971   |             | USSF              |
| Obránci          |                   |             |                   |
| Mike Lapper      | 28. září 1970     |             | USSF              |
| Mike Burns       | 14. září 1970     |             | USSF              |
| Cle Kooiman      | 4. července 1963  |             | Cruz Azul         |
| Thomas Dooley    | 5. prosince 1961  |             | USSF              |
| Marcelo Balboa   | 8. srpna 1967     |             | USSF              |
| Paul Caligiuri   | 9. března 1964    |             | USSF              |
| Fernando Clavijo | 23. ledna 1956    |             | USSF              |
| Alexi Lalas      | 1. června 1970    |             | USSF              |
| Záložníci        |                   |             |                   |
| John Harkes      | 8. března 1967    |             | Derby County FC   |
| Hugo Perez       | 8. listopadu 1963 |             | USSF              |
| Tab Ramos        | 21. září 1966     |             | Betis Sevilla     |
| Cobi Jones       | 16. června 1970   |             | USSF              |
| Mike Sorber      | 14. května 1971   |             | USSF              |
| Claudio Reyna    | 20. července 1973 |             | USSF              |
| Útočníci         |                   |             |                   |
| Earnie Stewart   | 28. března 1969   |             | Willem II Tilburg |
| Roy Wegerle      | 19. března 1964   |             | Coventry City FC  |
| Eric Wynalda     | 9. června 1969    |             | 1. FC Saarbrücken |
| Frank Klopas     | 1. září 1966      |             | USSF              |
| Joe-Max Moore    | 23. února 1971    |             | USSF              |

## Skupina B

### Brazílie
Hlavní trenér:  Carlos Alberto Parreira

| Jméno            | Datum narození     | Datum úmrtí | Klub                     |
| Brankáři         | Brankáři           | Brankáři    | Brankáři                 |
| ---------------- | ------------------ | ----------- | ------------------------ |
| Cláudio Taffarel | 8. května 1966     |             | AC Reggiana 1919         |
| Zetti            | 10. ledna 1965     |             | São Paulo FC             |
| Gilmar Rinaldi   | 13. ledna 1959     |             | Flamengo                 |
| Obránci          |                    |             |                          |
| Jorginho         | 17. srpna 1964     |             | FC Bayern Mnichov        |
| Ricardo Rocha    | 11. září 1962      |             | CR Vasco da Gama         |
| Ronaldão         | 19. června 1965    |             | Šimizu S-Pulse           |
| Branco           | 4. dubna 1964      |             | Fluminense FC            |
| Aldair           | 30. listopadu 1965 |             | AS Řím                   |
| Cafu             | 7. června 1970     |             | São Paulo FC             |
| Márcio Santos    | 15. září 1969      |             | FC Girondins de Bordeaux |
| Záložníci        |                    |             |                          |
| Mauro Silva      | 12. ledna 1968     |             | Deportivo de La Coruña   |
| Dunga            | 31. října 1963     |             | VfB Stuttgart            |
| Zinho            | 17. června 1967    |             | Palmeiras                |
| Raí              | 15. května 1965    |             | Paris Saint-Germain FC   |
| Leonardo         | 5. září 1969       |             | São Paulo FC             |
| Mazinho          | 8. dubna 1966      |             | Palmeiras                |
| Útočníci         |                    |             |                          |
| Bebeto           | 16. února 1964     |             | Deportivo de La Coruña   |
| Romário          | 29. ledna 1966     |             | FC Barcelona             |
| Paulo Sérgio     | 2. června 1969     |             | Bayer 04 Leverkusen      |
| Müller           | 31. ledna 1966     |             | São Paulo FC             |
| Ronaldo          | 22. září 1976      |             | Cruzeiro                 |
| Viola            | 1. ledna 1969      |             | SC Corinthians Paulista  |

### Kamerun
Hlavní trenér:  Henri Michel

| Jméno               | Datum narození     | Datum úmrtí                      | Klub               |
| Brankáři            | Brankáři           | Brankáři                         | Brankáři           |
| ------------------- | ------------------ | -------------------------------- | ------------------ |
| Joseph-Antoine Bell | 8. října 1954      |                                  | AS Saint-Étienne   |
| Thomas N’Kono       | 20. července 1956  |                                  | CE L'Hospitalet    |
| Jacques Songo'o     | 17. března 1964    |                                  | FC Metz            |
| Obránci             |                    |                                  |                    |
| André Kana-Biyik    | 1. září 1965       |                                  | Le Havre AC        |
| Rigobert Song       | 1. července 1976   |                                  | Tonnerre Yaoundé   |
| Samuel Ekeme        | 12. července 1966  |                                  | Canon Yaoundé      |
| Victor N'Dip        | 18. srpna 1967     |                                  | Olympic Mvolyé     |
| Raymond Kalla       | 22. dubna 1975     |                                  | Canon Yaoundé      |
| Stephen Tataw –     | 31. března 1963    |                                  | Olympic Mvolyé     |
| Hans Agbo           | 26. září 1967      |                                  | Olympic Mvolyé     |
| Záložníci           |                    |                                  |                    |
| Thomas Libiih       | 17. listopadu 1967 |                                  | Ohud Medina        |
| Emile M'Bouh        | 30. května 1966    |                                  | Nadi Katar         |
| Emmanuel Maboang    | 27. listopadu 1968 |                                  | Rio Ave FC         |
| Paul Loga           | 14. srpna 1969     |                                  | Prevoyance Yaounde |
| Marc-Vivien Foé     | 1. května 1975     | 26. června 2003 (ve věku 28 let) | Canon Yaoundé      |
| Jean-Pierre Fiala   | 22. dubna 1969     |                                  | Canon Yaoundé      |
| Útočníci            |                    |                                  |                    |
| François Omam-Biyik | 21. května 1966    |                                  | RC Lens            |
| Roger Milla         | 20. května 1952    |                                  | Tonnerre Yaoundé   |
| Louis-Paul M'Fédé   | 26. února 1961     | 10. června 2013 (ve věku 52 let) | Canon Yaoundé      |
| Alphonse Tchami     | 14. září 1971      |                                  | Odense BK          |
| David Embe          | 13. listopadu 1973 |                                  | CF Os Belenenses   |
| Georges Mouyémé     | 15. dubna 1971     |                                  | Troyes AC          |

### Rusko
Hlavní trenér:  Pavel Sadyrin

| Jméno                | Datum narození     | Datum úmrtí | Klub                |
| Brankáři             | Brankáři           | Brankáři    | Brankáři            |
| -------------------- | ------------------ | ----------- | ------------------- |
| Stanislav Čerčesov   | 2. září 1963       |             | Dynamo Drážďany     |
| Dmitrij Charin –     | 16. srpna 1968     |             | Chelsea FC          |
| Obránci              |                    |             |                     |
| Dmitrij Kuzněcov     | 28. srpna 1965     |             | RCD Espanyol        |
| Sergej Gorlukovič    | 18. listopadu 1961 |             | KFC Uerdingen 05    |
| Dmitrij Galjamin     | 8. ledna 1963      |             | RCD Espanyol        |
| Jurij Nikiforov      | 16. září 1970      |             | FK Spartak Moskva   |
| Vladislav Ternavskij | 2. května 1969     |             | FK Spartak Moskva   |
| Omari Tetradze       | 13. října 1969     |             | FK Dynamo Moskva    |
| Viktor Onopko        | 14. října 1969     |             | FK Spartak Moskva   |
| Dmitrij Chlestov     | 21. ledna 1971     |             | FK Spartak Moskva   |
| Záložníci            |                    |             |                     |
| Andrej Piatnicki     | 27. září 1967      |             | FK Spartak Moskva   |
| Dmitrij Popov        | 27. února 1969     |             | Racing de Santander |
| Valerij Karpin       | 2. února 1969      |             | FK Spartak Moskva   |
| Ilja Cymbalar        | 17. února 1969     |             | FK Spartak Moskva   |
| Alexandr Mostovoj    | 22. srpna 1968     |             | SM Caen             |
| Igor Leďachov        | 22. května 1968    |             | FK Spartak Moskva   |
| Útočníci             |                    |             |                     |
| Oleg Salenko         | 25. října 1969     |             | CD Logroñés         |
| Vladimir Běsčastnych | 1. dubna 1974      |             | FK Spartak Moskva   |
| Alexandr Boroďuk     | 30. listopadu 1962 |             | SC Freiburg         |
| Igor Kornějev        | 4. září 1967       |             | RCD Espanyol        |
| Dmitrij Radčenko     | 2. prosince 1970   |             | Racing de Santander |
| Sergej Juran         | 11. června 1969    |             | Benfica Lisabon     |

### Švédsko
Hlavní trenér:  Tommy Svensson

| Jméno             | Datum narození     | Datum úmrtí                     | Klub                     |
| Brankáři          | Brankáři           | Brankáři                        | Brankáři                 |
| ----------------- | ------------------ | ------------------------------- | ------------------------ |
| Thomas Ravelli    | 13. srpna 1959     |                                 | IFK Göteborg             |
| Lars Eriksson     | 21. září 1965      |                                 | IFK Norrköping           |
| Magnus Hedman     | 19. března 1973    |                                 | AIK Stockholm            |
| Obránci           |                    |                                 |                          |
| Roland Nilsson    | 27. listopadu 1963 |                                 | Sheffield Wednesday FC   |
| Patrik Andersson  | 18. srpna 1971     |                                 | Borussia Mönchengladbach |
| Joachim Björklund | 15. března 1971    |                                 | IFK Göteborg             |
| Roger Ljung       | 8. ledna 1966      |                                 | Galatasaray SK           |
| Mikael Nilsson    | 28. září 1968      |                                 | IFK Göteborg             |
| Pontus Kåmark     | 5. dubna 1969      |                                 | IFK Göteborg             |
| Teddy Lučić       | 15. dubna 1973     |                                 | Västra Frölunda IF       |
| Magnus Erlingmark | 8. července 1968   |                                 | IFK Göteborg             |
| Záložníci         |                    |                                 |                          |
| Stefan Schwarz    | 18. dubna 1969     |                                 | Benfica Lisabon          |
| Klas Ingesson     | 20. srpna 1968     | 29. října 2014 (ve věku 46 let) | PSV Eindhoven            |
| Jonas Thern –     | 20. března 1967    |                                 | SSC Neapol               |
| Anders Limpar     | 24. září 1965      |                                 | Everton FC               |
| Stefan Rehn       | 22. září 1966      |                                 | IFK Göteborg             |
| Håkan Mild        | 14. června 1971    |                                 | Servette FC              |
| Jesper Blomqvist  | 5. února 1974      |                                 | IFK Göteborg             |
| Útočníci          |                    |                                 |                          |
| Henrik Larsson    | 20. září 1971      |                                 | Feyenoord                |
| Martin Dahlin     | 16. dubna 1968     |                                 | Borussia Mönchengladbach |
| Tomas Brolin      | 29. listopadu 1969 |                                 | Parma FC                 |
| Kennet Andersson  | 6. října 1967      |                                 | Lille OSC                |

## Skupina C

### Bolívie
Hlavní trenér:  Xabier Azkargorta

| Jméno                   | Datum narození    | Datum úmrtí | Klub                   |
| Brankáři                | Brankáři          | Brankáři    | Brankáři               |
| ----------------------- | ----------------- | ----------- | ---------------------- |
| Carlos Trucco           | 8. srpna 1957     |             | Club Bolívar           |
| Darío Rojas             | 20. ledna 1960    |             | Oriente Petrolero      |
| Marcelo Torrico         | 11. ledna 1972    |             | Club The Strongest     |
| Obránci                 |                   |             |                        |
| Juan Manuel Peña        | 17. ledna 1973    |             | Independiente Santa Fe |
| Marco Sandy             | 29. srpna 1971    |             | Club Bolívar           |
| Miguel Rimba            | 1. listopadu 1967 |             | Club Bolívar           |
| Gustavo Quinteros       | 15. února 1965    |             | Club The Strongest     |
| Modesto Soruco          | 12. února 1966    |             | Once Caldas            |
| Luis Cristaldo          | 31. srpna 1969    |             | Club Bolívar           |
| Óscar Sánchez           | 16. července 1971 |             | Club The Strongest     |
| Záložníci               |                   |             |                        |
| Carlos Fernando Borja – | 25. prosince 1956 |             | Club Bolívar           |
| Mario Pinedo            | 9. dubna 1964     |             | Oriente Petrolero      |
| José Milton Melgar      | 20. září 1959     |             | Club The Strongest     |
| Marco Etcheverry        | 26. září 1970     |             | Colo-Colo              |
| Mauricio Ramos          | 23. září 1969     |             | Club Destroyers        |
| Vladimir Soria          | 15. července 1964 |             | Club Bolívar           |
| Ramiro Castillo         | 27. března 1966   |             | Club Atlético Platense |
| Erwin Sánchez           | 19. října 1969    |             | Boavista FC            |
| Julio César Baldivieso  | 2. prosince 1971  |             | Club Bolívar           |
| Útočníci                |                   |             |                        |
| Álvaro Peña             | 11. února 1966    |             | Deportes Temuco        |
| Jaime Moreno            | 19. ledna 1974    |             | Club Blooming          |
| William Ramallo         | 4. července 1961  |             | Oriente Petrolero      |

### Německo
Hlavní trenér:  Berti Vogts

| Jméno             | Datum narození     | Datum úmrtí                     | Klub                 |
| Brankáři          | Brankáři           | Brankáři                        | Brankáři             |
| ----------------- | ------------------ | ------------------------------- | -------------------- |
| Bodo Illgner      | 7. dubna 1967      |                                 | 1. FC Köln           |
| Andreas Köpke     | 12. března 1962    |                                 | 1. FC Norimberk      |
| Oliver Kahn       | 15. června 1969    |                                 | Karlsruher SC        |
| Obránci           |                    |                                 |                      |
| Andreas Brehme    | 9. listopadu 1960  | 20. února 2024 (ve věku 63 let) | 1. FC Kaiserslautern |
| Jürgen Kohler     | 6. října 1965      |                                 | Juventus FC          |
| Thomas Helmer     | 21. dubna 1965     |                                 | FC Bayern Mnichov    |
| Guido Buchwald    | 24. ledna 1961     |                                 | VfB Stuttgart        |
| Thomas Berthold   | 12. listopadu 1964 |                                 | VfB Stuttgart        |
| Záložníci         |                    |                                 |                      |
| Thomas Strunz     | 25. dubna 1968     |                                 | VfB Stuttgart        |
| Andreas Möller    | 2. září 1967       |                                 | Juventus FC          |
| Thomas Häßler     | 30. května 1966    |                                 | AS Řím               |
| Lothar Matthäus – | 21. března 1961    |                                 | FC Bayern Mnichov    |
| Maurizio Gaudino  | 12. prosince 1966  |                                 | Eintracht Frankfurt  |
| Matthias Sammer   | 5. září 1967       |                                 | Borussia Dortmund    |
| Martin Wagner     | 24. února 1968     |                                 | 1. FC Kaiserslautern |
| Stefan Effenberg  | 2. srpna 1968      |                                 | ACF Fiorentina       |
| Mario Basler      | 18. prosince 1968  |                                 | Werder Brémy         |
| Útočníci          |                    |                                 |                      |
| Karl-Heinz Riedle | 16. září 1965      |                                 | Borussia Dortmund    |
| Stefan Kuntz      | 30. října 1962     |                                 | 1. FC Kaiserslautern |
| Rudi Völler       | 13. dubna 1960     |                                 | Olympique Marseille  |
| Jürgen Klinsmann  | 30. července 1964  |                                 | AS Monaco            |
| Ulf Kirsten       | 4. prosince 1965   |                                 | Bayer 04 Leverkusen  |

### Jižní Korea
Hlavní trenér:  Kim Ho

| Jméno           | Datum narození    | Datum úmrtí | Klub                 |
| Brankáři        | Brankáři          | Brankáři    | Brankáři             |
| --------------- | ----------------- | ----------- | -------------------- |
| Choi In-young – | 5. března 1962    |             | Ulsan HD FC          |
| Park Chul-woo   | 29. září 1965     |             | LG Gepardi           |
| Lee Woon-jae    | 26. dubna 1973    |             | Kyung Hee University |
| Obránci         |                   |             |                      |
| Chung Jong-syn  | 20. března 1966   |             | Ulsan HD FC          |
| Lee Jong-hwa    | 20. července 1963 |             | Songnam FC           |
| Kim Pan-keun    | 5. března 1966    |             | LG Gepardi           |
| Park Jung-bae   | 19. února 1967    |             | Pusan IPark          |
| Shin Hong-gi    | 4. května 1968    |             | Ulsan HD FC          |
| Choi Young-il   | 25. dubna 1966    |             | Ulsan HD FC          |
| Ik-soo          | 6. května 1965    |             | Songnam FC           |
| Gu Sang-bum     | 15. června 1964   |             | Pusan IPark          |
| Hong Myung-bo   | 12. února 1969    |             | Pohang Steelerscc    |
| Záložníci       |                   |             |                      |
| Lee Young-jin   | 27. října 1963    |             | LG Gepardi           |
| Noh Jung-yoon   | 28. března 1971   |             | Sanfrecce Hirošima   |
| Kim Joo-sung    | 17. ledna 1966    |             | VfL Bochum           |
| Ko Jeong-woon   | 27. června 1966   |             | Songnam FC           |
| Choi Dae-shik   | 10. ledna 1971    |             | LG Gepardi           |
| Cho Jin-ho      | 2. srpna 1972     |             | Pohang Steelers      |
| Ha Seok-ju      | 20. února 1968    |             | Pusan IPark          |
| Choi Moon-sik   | 6. ledna 1971     |             | Pohang Steelers      |
| Útočníci        |                   |             |                      |
| Seo Jung-won    | 17. prosince 1970 |             | Kimčchon Sangmu FC   |
| Hwang Sun-hong  | 14. července 1968 |             | Pohang Steelers      |

### Španělsko
Hlavní trenér:  Javier Clemente

| Jméno                   | Datum narození    | Datum úmrtí | Klub                   |
| Brankáři                | Brankáři          | Brankáři    | Brankáři               |
| ----------------------- | ----------------- | ----------- | ---------------------- |
| Andoni Zubizarreta –    | 23. října 1961    |             | FC Barcelona           |
| Santiago Cañizares      | 18. prosince 1969 |             | Celta de Vigo          |
| Julen Lopetegui         | 28. srpna 1966    |             | CD Logroñés            |
| Obránci                 |                   |             |                        |
| Albert Ferrer           | 6. června 1970    |             | FC Barcelona           |
| Jorge Otero             | 8. března 1969    |             | Celta de Vigo          |
| Francisco José Camarasa | 27. září 1967     |             | Valencia CF            |
| Abelardo                | 19. března 1970   |             | Sporting de Gijón      |
| Sergi                   | 28. prosince 1971 |             | FC Barcelona           |
| Voro                    | 9. října 1963     |             | Deportivo de La Coruña |
| Rafael Alkorta          | 16. září 1968     |             | Real Madrid            |
| Miguel Ángel Nadal      | 28. července 1966 |             | FC Barcelona           |
| Záložníci               |                   |             |                        |
| Fernando Hierro         | 23. března 1968   |             | Real Madrid            |
| Ion Andoni Goikoetxea   | 21. října 1965    |             | FC Barcelona           |
| Julen Guerrero          | 7. ledna 1974     |             | Athletic Bilbao        |
| Pep Guardiola           | 18. ledna 1971    |             | FC Barcelona           |
| José Mari Bakero        | 11. února 1963    |             | FC Barcelona           |
| Txiki Begiristain       | 12. srpna 1964    |             | FC Barcelona           |
| José Luis Caminero      | 8. listopadu 1967 |             | Atlético Madrid        |
| Luis Enrique            | 8. května 1970    |             | Real Madrid            |
| Útočníci                |                   |             |                        |
| Juanele                 | 10. dubna 1971    |             | Sporting de Gijón      |
| Felipe Miñambres        | 29. dubna 1965    |             | CD Tenerife            |
| Julio Salinas           | 11. září 1962     |             | FC Barcelona           |

## Skupina D

### Argentina
Hlavní trenér:  Alfio Basile

| Jméno                  | Datum narození     | Datum úmrtí                         | Klub                 |
| Brankáři               | Brankáři           | Brankáři                            | Brankáři             |
| ---------------------- | ------------------ | ----------------------------------- | -------------------- |
| Sergio Goycochea       | 17. října 1963     |                                     | CA River Plate       |
| Luis Islas             | 22. prosince 1965  |                                     | CA Independiente     |
| Norberto Scoponi       | 13. ledna 1961     |                                     | CA Newell's Old Boys |
| Obránci                |                    |                                     |                      |
| Sergio Vázquez         | 23. listopadu 1965 |                                     | Universidad Católica |
| José Chamot            | 17. května 1969    |                                     | Calcio Foggia 1920   |
| Roberto Néstor Sensini | 12. října 1966     |                                     | Parma FC             |
| Oscar Ruggeri          | 26. ledna 1962     |                                     | San Lorenzo          |
| Fernando Cáceres       | 7. února 1969      |                                     | Real Zaragoza        |
| Jorge Borelli          | 2. listopadu 1964  |                                     | Racing Club          |
| Hernán Díaz            | 26. února 1965     |                                     | CA River Plate       |
| Záložníci              |                    |                                     |                      |
| Fernando Redondo       | 6. června 1969     |                                     | CD Tenerife          |
| José Basualdo          | 20. června 1963    |                                     | CA Vélez Sarsfield   |
| Diego Maradona –       | 30. října 1960     | 25. listopadu 2020 (ve věku 60 let) | CA Newell's Old Boys |
| Diego Simeone          | 28. dubna 1970     |                                     | Sevilla FC           |
| Ariel Ortega           | 4. března 1974     |                                     | CA River Plate       |
| Hugo Pérez             | 6. října 1968      |                                     | CA Independiente     |
| Leonardo Rodríguez     | 27. srpna 1966     |                                     | Borussia Dortmund    |
| Alejandro Mancuso      | 4. září 1968       |                                     | CA Boca Juniors      |
| Útočníci               |                    |                                     |                      |
| Claudio Caniggia       | 9. ledna 1967      |                                     | AS Řím               |
| Gabriel Batistuta      | 1. února 1969      |                                     | ACF Fiorentina       |
| Ramón Medina Bello     | 29. dubna 1966     |                                     | Jokohama F. Marinos  |
| Abel Balbo             | 1. června 1966     |                                     | AS Řím               |

### Bulharsko
Hlavní trenér:  Dimitar Penev

| Jméno                | Datum narození    | Datum úmrtí                     | Klub              |
| Brankáři             | Brankáři          | Brankáři                        | Brankáři          |
| -------------------- | ----------------- | ------------------------------- | ----------------- |
| Borislav Michajlov – | 12. února 1963    |                                 | FC Mulhouse       |
| Plamen Nikolov       | 20. srpna 1961    |                                 | PFK Levski Sofia  |
| Obránci              |                   |                                 |                   |
| Emil Kremenliev      | 13. srpna 1969    |                                 | PFK Levski Sofia  |
| Trifon Ivanov        | 27. července 1965 | 13. února 2016 (ve věku 50 let) | Neuchâtel Xamax   |
| Canko Cvetanov       | 6. ledna 1970     |                                 | PFK Levski Sofia  |
| Petar Hubčev         | 26. února 1964    |                                 | Hamburger SV      |
| Nikolaj Iliev        | 31. března 1964   |                                 | Stade Rennais FC  |
| Ilijan Kirjakov      | 4. srpna 1967     |                                 | CP Mérida         |
| Záložníci            |                   |                                 |                   |
| Zlatko Jankov        | 7. srpna 1966     |                                 | PFK Levski Sofia  |
| Jordan Lečkov        | 9. července 1967  |                                 | Hamburger SV      |
| Daniel Borimirov     | 16. ledna 1970    |                                 | PFK Levski Sofia  |
| Bončo Genčev         | 7. července 1964  |                                 | Ipswich Town FC   |
| Georgi Georgiev      | 10. ledna 1963    |                                 | FC Mulhouse       |
| Krasimir Balakov     | 29. března 1966   |                                 | Sporting CP       |
| Útočníci             |                   |                                 |                   |
| Emil Kostadinov      | 12. srpna 1967    |                                 | FC Porto          |
| Christo Stoičkov     | 8. února 1966     |                                 | FC Barcelona      |
| Nasko Sirakov        | 26. dubna 1962    |                                 | PFK Levski Sofia  |
| Ivajlo Jordanov      | 22. dubna 1968    |                                 | Sporting CP       |
| Petar Michtarski     | 15. července 1966 |                                 | Pirin Blagoevgrad |
| Petar Aleksandrov    | 7. prosince 1962  |                                 | PFK Levski Sofia  |
| Velko Jotov          | 26. srpna 1970    |                                 | RCD Espanyol      |
| Ivajlo Andonov       | 14. srpna 1967    |                                 | PFK CSKA Sofia    |

### Řecko
Hlavní trenér:  Alketas Panagoulias

| Jméno                 | Datum narození     | Datum úmrtí | Klub               |
| Brankáři              | Brankáři           | Brankáři    | Brankáři           |
| --------------------- | ------------------ | ----------- | ------------------ |
| Antonis Minou         | 4. května 1958     |             | Apollon Smyrnis FC |
| Christos Karkamanis   | 22. září 1969      |             | Aris Soluň         |
| Elias Atmatsidis      | 24. dubna 1969     |             | AEK Athény         |
| Obránci               |                    |             |                    |
| Stratos Apostolakis   | 11. května 1964    |             | Panathinaikos FC   |
| Thanasis Kolitsidakis | 20. listopadu 1966 |             | Panathinaikos FC   |
| Stelios Manolas       | 13. července 1961  |             | AEK Athény         |
| Ioannis Kalitzakis    | 10. února 1966     |             | Panathinaikos FC   |
| Vaios Karagiannis     | 25. června 1968    |             | AEK Athény         |
| Kiriakos Karataidis   | 4. července 1965   |             | Olympiakos Pireus  |
| Alexis Alexiou        | 8. září 1963       |             | PAOK FC            |
| Záložníci             |                    |             |                    |
| Giotis Tsalouchidis   | 30. března 1963    |             | Olympiakos Pireus  |
| Nikos Nioplias        | 17. ledna 1965     |             | Panathinaikos FC   |
| Tasos Mitropoulos –   | 23. srpna 1957     |             | AEK Athény         |
| Nikos Tsiantakis      | 20. října 1963     |             | Olympiakos Pireus  |
| Spiros Marangos       | 20. února 1967     |             | Panathinaikos FC   |
| Minas Hantzidis       | 4. července 1966   |             | Olympiakos Pireus  |
| Savvas Kofidis        | 21. března 1961    |             | Aris Soluň         |
| Útočníci              |                    |             |                    |
| Dimitris Saravakos    | 26. července 1961  |             | AEK Athény         |
| Nikos Machlas         | 16. června 1973    |             | OFI Kréta          |
| Vasilis Dimitriadis   | 1. února 1966      |             | AEK Athény         |
| Alexis Alexoudis      | 20. června 1972    |             | OFI Kréta          |
| Alekos Alexandris     | 21. října 1968     |             | Olympiakos Pireus  |

### Nigérie
Hlavní trenér:  Clemens Westerhof

| Jméno               | Datum narození     | Datum úmrtí                       | Klub                  |
| Brankáři            | Brankáři           | Brankáři                          | Brankáři              |
| ------------------- | ------------------ | --------------------------------- | --------------------- |
| Peter Rufai         | 24. srpna 1963     | 3. července 2025 (ve věku 61 let) | Go Ahead Eagles       |
| Alloysius Agu       | 12. července 1967  |                                   | RFC de Liège          |
| Wilfred Agbonavbare | 5. října 1965      |                                   | Rayo Vallecano        |
| Obránci             |                    |                                   |                       |
| Augustine Eguavoen  | 19. srpna 1965     |                                   | KV Kortrijk           |
| Benedikt Iroha      | 29. listopadu 1969 |                                   | Vitesse               |
| Stephen Keshi –     | 23. ledna 1962     |                                   | Molenbeek             |
| Uche Okechukwu      | 27. září 1967      |                                   | Fenerbahçe SK         |
| Chidi Nwanu         | 1. ledna 1967      |                                   | RSC Anderlecht        |
| Emeka Ezeugo        | 16. prosince 1965  |                                   | Budapest Honvéd FC    |
| Michael Emenalo     | 14. července 1965  |                                   | SV Eintracht Trier 05 |
| Uche Okafor         | 8. srpna 1967      |                                   | Hannover 96           |
| Záložníci           |                    |                                   |                       |
| Finidi George       | 15. dubna 1971     |                                   | AFC Ajax              |
| Thompson Oliha      | 4. října 1968      |                                   | Africa Sports         |
| Jay-Jay Okocha      | 14. srpna 1973     |                                   | Eintracht Frankfurt   |
| Emmanuel Amunike    | 25. prosince 1970  |                                   | Zamalek SC            |
| Sunday Oliseh       | 14. září 1974      |                                   | RFC de Liège          |
| Mutiu Adepoju       | 22. prosince 1970  |                                   | Racing de Santander   |
| Útočníci            |                    |                                   |                       |
| Rashidi Yekini      | 23. října 1964     | 4. května 2012 (ve věku 47 let)   | Vitória FC            |
| Samson Siasia       | 14. srpna 1967     |                                   | FC Nantes             |
| Daniel Amokachi     | 30. prosince 1972  |                                   | Club Brugge KV        |
| Victor Ikpeba       | 12. června 1973    |                                   | AS Monaco             |
| Efan Ekoku          | 8. června 1967     |                                   | Norwich City FC       |

## Skupina E

### Itálie
Hlavní trenér:  Arrigo Sacchi

| Jméno                 | Datum narození    | Datum úmrtí | Klub         |
| Brankáři              | Brankáři          | Brankáři    | Brankáři     |
| --------------------- | ----------------- | ----------- | ------------ |
| Gianluca Pagliuca     | 18. prosince 1966 |             | UC Sampdoria |
| Luca Marchegiani      | 22. února 1966    |             | SS Lazio     |
| Luca Bucci            | 13. března 1969   |             | Parma FC     |
| Obránci               |                   |             |              |
| Luigi Apolloni        | 2. května 1967    |             | Parma FC     |
| Antonio Benarrivo     | 21. srpna 1968    |             | Parma FC     |
| Alessandro Costacurta | 24. dubna 1966    |             | AC Milán     |
| Paolo Maldini         | 26. června 1968   |             | AC Milán     |
| Franco Baresi –       | 8. května 1960    |             | AC Milán     |
| Lorenzo Minotti       | 8. února 1967     |             | Parma FC     |
| Roberto Mussi         | 25. srpna 1963    |             | Turín FC     |
| Mauro Tassotti        | 19. ledna 1960    |             | AC Milán     |
| Záložníci             |                   |             |              |
| Demetrio Albertini    | 23. srpna 1971    |             | AC Milán     |
| Dino Baggio           | 24. července 1971 |             | Juventus FC  |
| Nicola Berti          | 14. dubna 1967    |             | Inter Milán  |
| Antonio Conte         | 31. července 1969 |             | Juventus FC  |
| Roberto Donadoni      | 9. září 1963      |             | AC Milán     |
| Alberico Evani        | 1. ledna 1963     |             | UC Sampdoria |
| Útočníci              |                   |             |              |
| Roberto Baggio        | 18. února 1967    |             | Juventus FC  |
| Pierluigi Casiraghi   | 4. března 1969    |             | SS Lazio     |
| Daniele Massaro       | 23. května 1961   |             | AC Milán     |
| Giuseppe Signori      | 17. února 1968    |             | SS Lazio     |
| Gianfranco Zola       | 5. července 1966  |             | Parma FC     |

### Mexiko
Hlavní trenér:  Miguel Mejía Barón

| Jméno                        | Datum narození    | Datum úmrtí                    | Klub                    |
| Brankáři                     | Brankáři          | Brankáři                       | Brankáři                |
| ---------------------------- | ----------------- | ------------------------------ | ----------------------- |
| Jorge Campos                 | 15. října 1966    |                                | Pumas UNAM              |
| Félix Fernández              | 1. listopadu 1967 |                                | Atlante FC              |
| Adrián Chávez                | 27. června 1962   |                                | Club América            |
| Obránci                      |                   |                                |                         |
| Claudio Suárez               | 17. prosince 1968 |                                | Pumas UNAM              |
| Juan de Dios Ramírez Perales | 8. března 1969    |                                | Pumas UNAM              |
| Ignacio Ambriz –             | 7. února 1965     |                                | Club Necaxa             |
| Ramón Ramírez                | 5. prosince 1969  |                                | Santos Laguna           |
| José Luis Salgado            | 3. dubna 1966     |                                | Tecos FC                |
| Raúl Gutiérrez               | 16. října 1966    |                                | Atlante FC              |
| Záložníci                    |                   |                                |                         |
| Marcelino Bernal             | 27. května 1962   |                                | Deportivo Toluca FC     |
| Alberto García Aspe          | 11. května 1967   |                                | Club Necaxa             |
| Juan Carlos Chávez           | 18. ledna 1967    |                                | Atlas FC                |
| Joaquín del Olmo             | 20. dubna 1969    |                                | Club Deportivo Veracruz |
| Missael Espinoza             | 12. dubna 1965    |                                | CD Guadalajara          |
| Luis Antonio Valdéz          | 1. července 1967  |                                | Club León               |
| Benjamín Galindo             | 11. prosince 1960 |                                | CD Guadalajara          |
| Jorge Rodríguez              | 18. dubna 1968    | 8. srpna 2024 (ve věku 56 let) | Deportivo Toluca FC     |
| Útočníci                     |                   |                                |                         |
| Carlos Hermosillo            | 24. srpna 1964    |                                | Cruz Azul               |
| Hugo Sánchez                 | 11. července 1958 |                                | Rayo Vallecano          |
| Luis García                  | 1. června 1969    |                                | Atlético Madrid         |
| Luis Roberto Alves           | 23. května 1967   |                                | Club América            |
| Luis Miguel Salvador         | 26. února 1968    |                                | Atlante FC              |

### Norsko
Hlavní trenér: Egil Olsen

| Jméno               | Datum narození     | Datum úmrtí | Klub                 |
| Brankáři            | Brankáři           | Brankáři    | Brankáři             |
| ------------------- | ------------------ | ----------- | -------------------- |
| Erik Thorstvedt     | 28. října 1962     |             | Tottenham Hotspur FC |
| Frode Grodås        | 24. října 1964     |             | Lillestrøm SK        |
| Ola By Rise         | 14. listopadu 1960 |             | Rosenborg BK         |
| Obránci             |                    |             |                      |
| Gunnar Halle        | 11. srpna 1965     |             | Oldham Athletic AFC  |
| Erland Johnsen      | 5. dubna 1967      |             | Chelsea FC           |
| Rune Bratseth –     | 19. března 1961    |             | Werder Brémy         |
| Stig Inge Bjørnebye | 11. prosince 1969  |             | Liverpool FC         |
| Roger Nilsen        | 8. srpna 1969      |             | Sheffield United FC  |
| Dan Eggen           | 13. ledna 1970     |             | Brøndby IF           |
| Alf-Inge Håland     | 23. listopadu 1972 |             | Nottingham Forest FC |
| Henning Berg        | 1. září 1969       |             | Blackburn Rovers FC  |
| Záložníci           |                    |             |                      |
| Erik Mykland        | 21. července 1971  |             | IK Start             |
| Øyvind Leonhardsen  | 17. srpna 1970     |             | Rosenborg BK         |
| Kjetil Rekdal       | 6. listopadu 1968  |             | Lierse SK            |
| Mini Jakobsen       | 8. listopadu 1965  |             | BSC Young Boys       |
| Karl Petter Løken   | 14. srpna 1966     |             | Rosenborg BK         |
| Roar Strand         | 2. února 1970      |             | Rosenborg BK         |
| Lars Bohinen        | 8. září 1969       |             | Nottingham Forest FC |
| Útočníci            |                    |             |                      |
| Jostein Flo         | 3. října 1964      |             | Sheffield United FC  |
| Jan Åge Fjørtoft    | 10. ledna 1967     |             | Swindon Town FC      |
| Gøran Sørloth       | 16. července 1962  |             | Bursaspor            |
| Sigurd Rushfeldt    | 11. prosince 1972  |             | Tromsø IL            |

### Irsko
Hlavní trenér:  Jack Charlton

| Jméno            | Datum narození     | Datum úmrtí                     | Klub                       |
| Brankáři         | Brankáři           | Brankáři                        | Brankáři                   |
| ---------------- | ------------------ | ------------------------------- | -------------------------- |
| Packie Bonner    | 24. května 1960    |                                 | Celtic FC                  |
| Alan Kelly       | 11. srpna 1968     |                                 | Sheffield United FC        |
| Obránci          |                    |                                 |                            |
| Denis Irwin      | 31. října 1965     |                                 | Manchester United FC       |
| Terry Phelan     | 16. března 1967    |                                 | Manchester City FC         |
| Kevin Moran      | 29. dubna 1956     |                                 | Blackburn Rovers FC        |
| Paul McGrath     | 4. prosince 1959   |                                 | Aston Villa FC             |
| Steve Staunton   | 19. ledna 1969     |                                 | Aston Villa FC             |
| Gary Kelly       | 9. července 1974   |                                 | Leeds United FC            |
| Alan Kernaghan   | 25. dubna 1967     |                                 | Manchester City FC         |
| Phil Babb        | 30. října 1970     |                                 | Coventry City FC           |
| Záložníci        |                    |                                 |                            |
| Roy Keane        | 10. srpna 1971     |                                 | Manchester United FC       |
| Andy Townsend –  | 23. července 1963  |                                 | Aston Villa FC             |
| Ray Houghton     | 9. ledna 1962      |                                 | Aston Villa FC             |
| John Sheridan    | 1. října 1964      |                                 | Sheffield Wednesday FC     |
| Eddie McGoldrick | 30. dubna 1965     |                                 | Arsenal FC                 |
| Ronnie Whelan    | 25. září 1961      |                                 | Liverpool FC               |
| Alan McLoughlin  | 20. dubna 1967     | 4. května 2021 (ve věku 54 let) | Portsmouth FC              |
| Jason McAteer    | 18. června 1971    |                                 | Bolton Wanderers FC        |
| Útočníci         |                    |                                 |                            |
| John Aldridge    | 18. září 1958      |                                 | Tranmere Rovers FC         |
| Tommy Coyne      | 14. listopadu 1962 |                                 | Motherwell FC              |
| Tony Cascarino   | 1. září 1962       |                                 | Chelsea FC                 |
| David Kelly      | 25. listopadu 1965 |                                 | Wolverhampton Wanderers FC |

## Skupina F

### Belgie
Hlavní trenér:  Paul Van Himst

| Jméno                   | Datum narození     | Datum úmrtí | Klub              |
| Brankáři                | Brankáři           | Brankáři    | Brankáři          |
| ----------------------- | ------------------ | ----------- | ----------------- |
| Michel Preud'homme      | 24. ledna 1959     |             | KV Mechelen       |
| Filip De Wilde          | 5. července 1964   |             | RSC Anderlecht    |
| Dany Verlinden          | 15. srpna 1963     |             | Club Brugge KV    |
| Obránci                 |                    |             |                   |
| Dirk Medved             | 15. září 1968      |             | Club Brugge KV    |
| Vital Borkelmans        | 1. června 1963     |             | Club Brugge KV    |
| Philippe Albert         | 10. srpna 1967     |             | RSC Anderlecht    |
| Rudi Smidts             | 12. srpna 1963     |             | Royal Antwerp FC  |
| Lorenzo Staelens        | 20. dubna 1964     |             | Club Brugge KV    |
| Georges Grün –          | 25. ledna 1962     |             | Parma FC          |
| Michel De Wolf          | 19. ledna 1958     |             | RSC Anderlecht    |
| Eric Van Meir           | 28. února 1968     |             | R. Charleroi SC   |
| Pascal Renier           | 3. srpna 1971      |             | Club Brugge KV    |
| Záložníci               |                    |             |                   |
| Franky van der Elst     | 30. dubna 1961     |             | Club Brugge KV    |
| Enzo Scifo              | 19. února 1966     |             | AS Monaco FC      |
| Marc Emmers             | 25. února 1966     |             | RSC Anderlecht    |
| Danny Boffin            | 10. července 1965  |             | RSC Anderlecht    |
| Marc Wilmots            | 22. února 1969     |             | Standard Lutych   |
| Stéphane Van Der Heyden | 3. července 1969   |             | Club Brugge KV    |
| Útočníci                |                    |             |                   |
| Luc Nilis               | 25. května 1967    |             | RSC Anderlecht    |
| Marc Degryse            | 4. září 1965       |             | RSC Anderlecht    |
| Alexandre Czerniatynski | 28. července 1960  |             | KV Mechelen       |
| Josip Weber             | 16. listopadu 1964 |             | Cercle Brugge KSV |

### Maroko
Hlavní trenér:  Abdellah Blinda

| Jméno                 | Datum narození     | Datum úmrtí | Klub                 |
| Brankáři              | Brankáři           | Brankáři    | Brankáři             |
| --------------------- | ------------------ | ----------- | -------------------- |
| Khalil Azmi           | 23. srpna 1964     |             | Raja Casablanca      |
| Said Dghay            | 14. ledna 1964     |             | Olympique Casablanca |
| Zakaria Alaoui        | 17. června 1966    |             | Kawkab Marrakech     |
| Obránci               |                    |             |                      |
| Nacer Abdellah        | 3. března 1966     |             | KSV Waregem          |
| Abdelkrim El Hadrioui | 6. března 1972     |             | ASFAR Rabat          |
| Tahar El Khalej       | 16. června 1968    |             | Kawkab Marrakech     |
| Smahi Triki           | 1. srpna 1967      |             | LB Châteauroux       |
| Noureddine Naybet     | 10. února 1970     |             | FC Nantes            |
| Rachid Daoudi         | 21. února 1966     |             | Wydad Casablanca     |
| Ahmed Bahja           | 21. prosince 1970  |             | Kawkab Marrakech     |
| Ahmed Masbahi         | 17. ledna 1966     |             | Kawkab Marrakech     |
| Rachid Neqrouz        | 10. dubna 1972     |             | Mouloudia Oujda      |
| Záložníci             |                    |             |                      |
| Mustapha Hadji        | 16. listopadu 1971 |             | AS Nancy             |
| Rachid Azzouzi        | 10. ledna 1971     |             | MSV Duisburg         |
| Mustafa El Haddaoui – | 7. března 1961     |             | Angers SCO           |
| El Arbi Hababi        | 12. srpna 1967     |             | Olympique Khouribga  |
| Hassan Kachloul       | 19. února 1973     |             | Nîmes Olympique      |
| Mohammed Samadi       | 21. března 1970    |             | ASFAR Rabat          |
| Útočníci              |                    |             |                      |
| Mohammed Chaouch      | 12. prosince 1966  |             | OGC Nice             |
| Hassan Nader          | 8. července 1965   |             | SC Farense           |
| Abdeslam Laghrissi    | 5. ledna 1962      |             | Raja Casablanca      |
| Abdelmajid Bouyboud   | 24. října 1966     |             | Wydad Casablanca     |

### Nizozemsko
Hlavní trenér:  Dick Advocaat

| Jméno             | Datum narození    | Datum úmrtí | Klub               |
| Brankáři          | Brankáři          | Brankáři    | Brankáři           |
| ----------------- | ----------------- | ----------- | ------------------ |
| Ed de Goey        | 20. prosince 1966 |             | Feyenoord          |
| Edwin van der Sar | 29. října 1970    |             | AFC Ajax           |
| Theo Snelders     | 7. prosince 1963  |             | Aberdeen FC        |
| Obránci           |                   |             |                    |
| Frank de Boer     | 15. května 1970   |             | AFC Ajax           |
| Ronald Koeman –   | 21. března 1963   |             | FC Barcelona       |
| Ulrich van Gobbel | 16. ledna 1971    |             | Feyenoord          |
| Danny Blind       | 1. srpna 1961     |             | AFC Ajax           |
| Arthur Numan      | 14. prosince 1969 |             | PSV Eindhoven      |
| Stan Valckx       | 20. října 1963    |             | Sporting CP        |
| John de Wolf      | 10. prosince 1962 |             | Feyenoord          |
| Záložníci         |                   |             |                    |
| Frank Rijkaard    | 30. září 1962     |             | AFC Ajax           |
| Rob Witschge      | 22. srpna 1966    |             | Feyenoord          |
| Jan Wouters       | 17. července 1960 |             | PSV Eindhoven      |
| Marc Overmars     | 29. března 1973   |             | AFC Ajax           |
| Wim Jonk          | 12. října 1966    |             | Inter Milán        |
| Ronald de Boer    | 15. května 1970   |             | AFC Ajax           |
| Bryan Roy         | 20. února 1970    |             | Calcio Foggia 1920 |
| Gaston Taument    | 1. října 1970     |             | Feyenoord          |
| Aron Winter       | 1. března 1967    |             | SS Lazio           |
| Útočníci          |                   |             |                    |
| Dennis Bergkamp   | 10. května 1969   |             | Inter Milán        |
| John Bosman       | 1. února 1965     |             | RSC Anderlecht     |
| Peter van Vossen  | 21. dubna 1968    |             | AFC Ajax           |

### Saúdská Arábie
Hlavní trenér:  Jorge Solari

| Jméno                | Datum narození     | Datum úmrtí | Klub            |
| Brankáři             | Brankáři           | Brankáři    | Brankáři        |
| -------------------- | ------------------ | ----------- | --------------- |
| Mohamed Al-Deayea    | 2. srpna 1972      |             | Al-Ta'ee        |
| Hussein Al-Sadiq     | 15. října 1973     |             | Al Qadisiyah FC |
| Ibrahim Al-Helwah    | 18. srpna 1972     |             | Al-Riyadh SC    |
| Obránci              |                    |             |                 |
| Abdullah Al-Dosari   | 1. listopadu 1969  |             | Al-Ittihad      |
| Mohammed Al-Khilaiwi | 21. srpna 1971     |             | Al-Ittihad      |
| Abdullah Zubromawi   | 15. listopadu 1973 |             | Al-Ahli         |
| Ahmad Jamil Madani   | 6. ledna 1970      |             | Al-Ittihad      |
| Mohamed Al-Jawad     | 28. listopadu 1962 |             | Al-Ahli         |
| Saleh Al-Dawod       | 24. září 1968      |             | Al-Shabab FC    |
| Jásir Al-Taifi       | 10. května 1971    |             | Al-Riyadh SC    |
| Awad Al-Anazi        | 24. září 1968      |             | Al-Shabab FC    |
| Záložníci            |                    |             |                 |
| Fuad Anwar           | 13. října 1972     |             | Al-Shabab FC    |
| Fahad Al-Bishi       | 10. září 1965      |             | Al-Nassr FC     |
| Khalid Al-Muwallid   | 23. listopadu 1971 |             | Al-Ahli         |
| Talal Jebreen        | 25. září 1973      |             | Al-Riyadh SC    |
| Hamzah Saleh         | 19. dubna 1967     |             | Al-Ahli         |
| Útočníci             |                    |             |                 |
| Fahad Al-Ghesheyan   | 1. srpna 1973      |             | Al Hilal FC     |
| Madžíd Abdulláh –    | 1. listopadu 1959  |             | Al-Nassr FC     |
| Saeed Al-Owairan     | 19. srpna 1967     |             | Al-Shabab FC    |
| Fahad Al-Mehallel    | 11. listopadu 1970 |             | Al-Shabab FC    |
| Samí Džábir          | 11. prosince 1972  |             | Al Hilal FC     |
| Hamzah Idris         | 8. října 1972      |             | Ohud Medina     |